# T.H. White
Terence Hanbury (Tim) White (29 mei 1906 – 17 januari 1964) was een Brits auteur, afkomstig uit Indië.

## Biografie
White studeerde in Cheltenham en Cambridge. Hij is vooral bekend door zijn verhalenepos rond koning Arthur, The Once and Future King, waarvan het laatste deel in 1958 verscheen en dat gebaseerd is op het 15e-eeuwse werk Le Morte d'Arthur van Thomas Malory. Het is in het Nederlands vertaald door Max Schuchart onder de titel Arthur, Koning voor eens en altijd.
Een ander boek van White is The Goshawk (1951), een roman over het temmen en africhten van een havik voor de jacht in samenwerking met een Ierse setter, gebaseerd op echte gebeurtenissen. Volgens de Britse auteur Gilbert Leighton-Boyce (Irish Setters, Londen, 1973) wilde White de setter trainen "zoals mijn voorouders dat deden" uit ergernis over veranderingen van dit jachthondenras als gevolg van schoonheidswedstrijden.
Volgens de Britse auteur van de Harry Potter-serie, J.K. Rowling, leverde White inspiratie voor haar pennevruchten. Ze beschreef Whites werk als "Harry's spirituele voorouder".     